# Rosa rugosa
Rosa rugosa  (también conocida como rosa japonesa, rosa hamanasu o rosa Ramanas) es una especie de rosa nativa del este asiático, noreste de China, Japón, Corea, sudeste de Siberia, donde crece en la costa, frecuentemente en dunas. En japonés su nombre es ハマナス (hamanasu), que significa "pera de playa".
Es un arbusto con renovales que se desarrolla desde nuevas plantas de raíces, formando densas matas de 1–1,5 m de altura con tallos densamente cubiertos de numerosas espinas cortas, rectas de 3-10 mm de largo.  Hojas de 8–15 cm de largo, pinnadas con cinco a nueve foliolos, más frecuentemente siete, y cada folíolo de 3–4 cm de largo, con un distintivo corrugado (rugoso, de allí el nombre de la especie) en la superficie.  Flores agradablemente aromatizadas, rosadas oscuras a blancas, 6–9 cm en cruz, con bonitos  pétalos;  la floración es del verano al otoño (junio a septiembre en el Hemisferio Norte).
Los escaramujos son grandes, 2–3 cm de diámetro, y frecuentemente más cortos que su diámetro, no elongadas como la mayoría de los otros escaramujos; a fines del estío y otoños tempranos, las plantas sacan frutos y flores al unísono. Las hojas pasan generalmente a amarillo brillante antes de caer el otoño.

## Cultivo
La Rosa rugosa es ampliamente usada como planta ornamental. Fue introducida a numerosas áreas de Europa,  Norteamérica.
Esta rosa es compatible con suelos pobres y arenosos. Se híbrida fácilmente con muchas otras rosas y es muy popular entre los criadores por su excelente resistencia al frío (Zona de rusticidad 2b a 8b) y a las enfermedades tal como la roya y el punto negro.
También es muy tolerante a la niebla salina y las tormentas costeras, y es a menudo el primer arbusto junto al mar; su tolerancia a la sal lo hace muy útil para la siembra a lo largo de los caminos que se someten regularmente a salazón contra el hielo.
Es ampliamente utilizada en paisajes por su robustez y no tener problemas de desarrollo. Por su bajo mantenimiento es adecuado para plantaciones en masa pues toda la planta crece bien en sus propias raíces (plantando o corte) y, por tanto, no necesariamente necesitan ser injertadas.
Su alta resistencia al frío puede hacer que el tamaño tradicional anual opcional.

## Usos
Rosa rugosa se utiliza ampliamente como planta ornamental. 
En Japón y China, donde se cultiva desde hace más de cinco mil años, se utilizan sus flores dulcemente perfumadas para hacer guisos de olla.
Sus escaramujos son comestibles y ricos en vitamina D (una cucharadita de pulpa de escaramujo contiene tanta vitamina C como cinco naranjas). Los pétalos de rosa o los cinorrodones se utilizan a veces para hacer mermeladas, jaleas; y en infusiones.

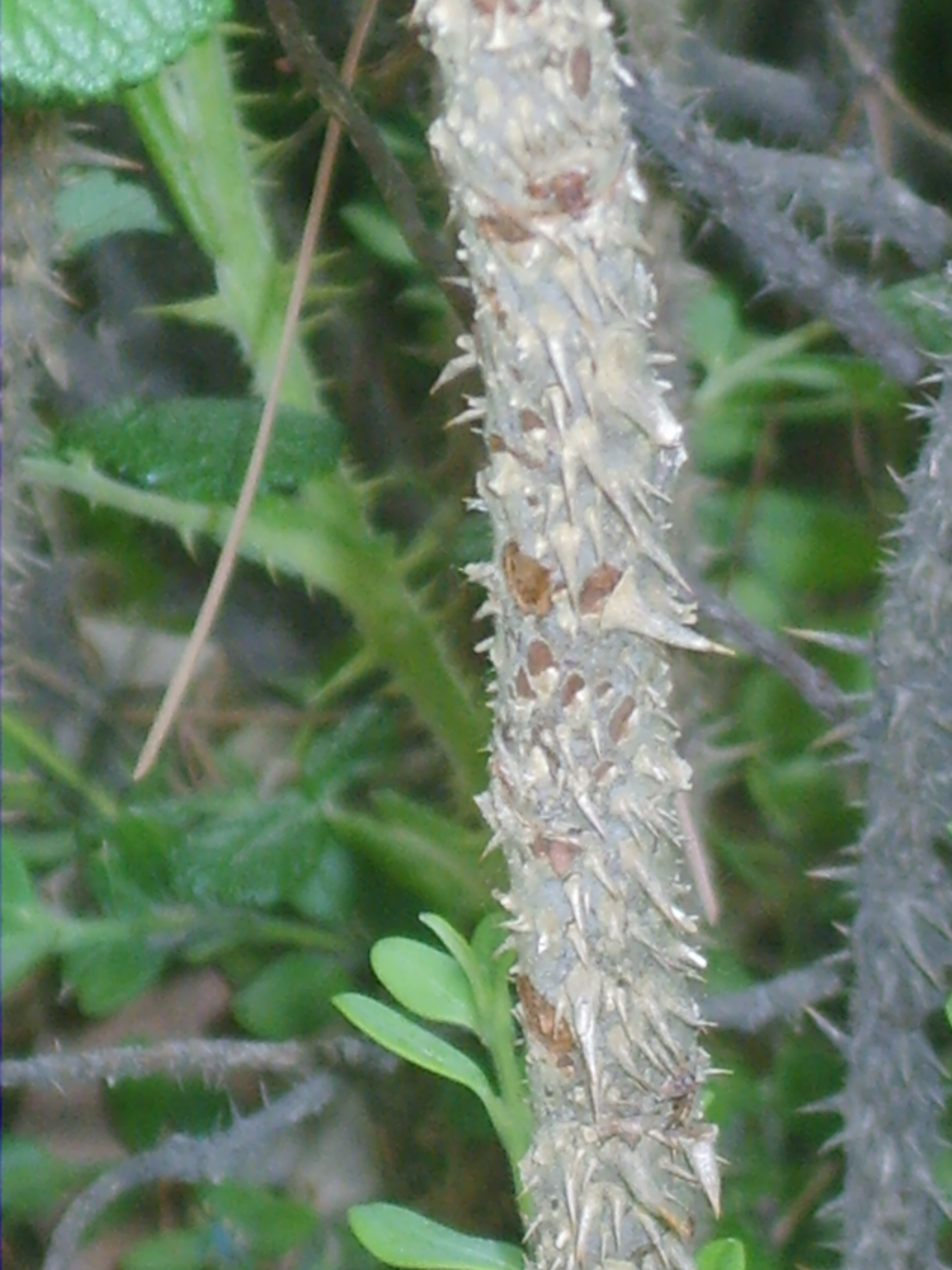
La rosa rugosa debe su nombre a sus hojas ásperas y muchas espinas que cubren sus tallos.
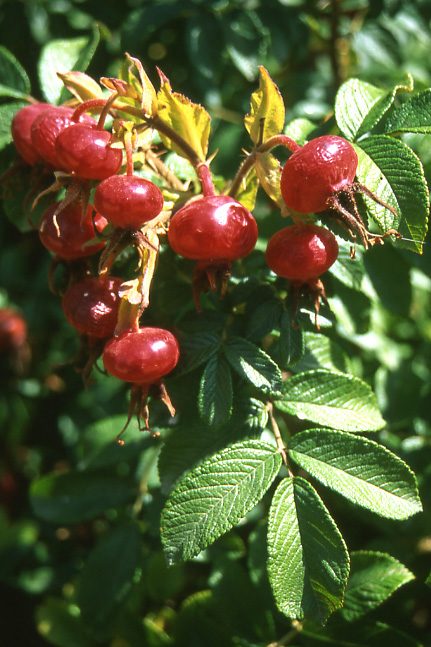
Hojas y frutos de rosa rugosa.
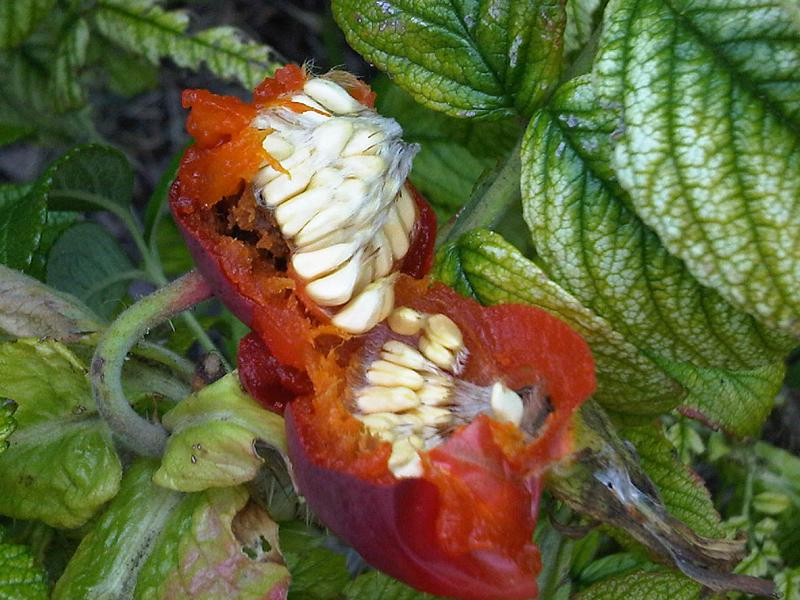
El cinorrodón contiene unos aquenios que se pueden sembrar después de vernalización
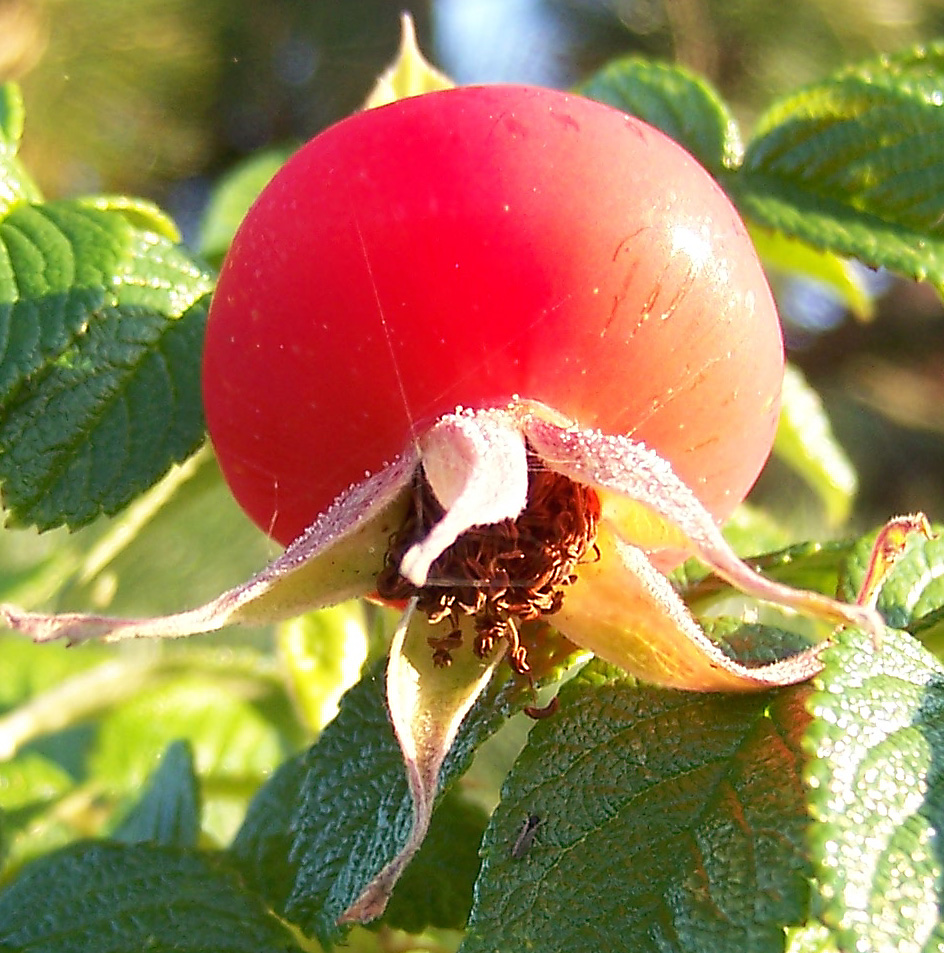
Fruto de Rosa rugosa
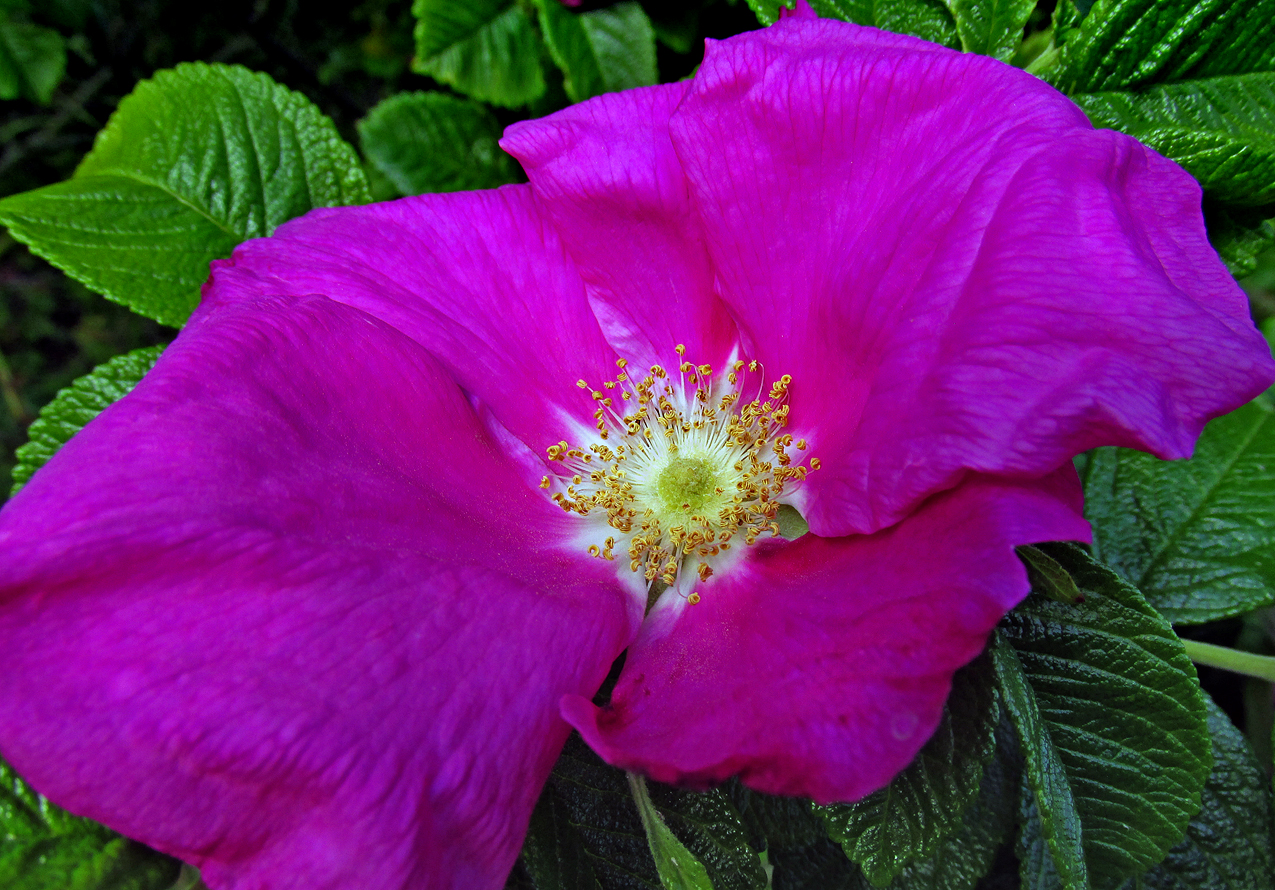
Rosa rugosa.

## Variedades
Muchos cultivares fueron seleccionados para la horticultura, color de la flor varía del blanco al rojo oscuro púrpura con flores semi-dobles o dobles, en el que todo o parte de estambres se han transformado en pétalos supernumerarios. 
- Rosa rugosa 'Thumbergiana', Rosa rugosa 'rugosa' el tipo de la especie.
- Rosa rugosa 'Hansa' muy perfumada, con pétalos dobles desde tonos rojos a morados.
- Rosa rugosa 'alba' muy olorosa.
- Rosa rugosa 'rosea' maloliente.
- Rosa rugosa 'Rubra Plena' de grandes flores rojas.
- 'Adantifolia' variedad de jardín obtenida por Cochet en 1907.